# Polemonium sibiricum
Polemonium sibiricum är en blågullsväxtart som beskrevs av David Don. Polemonium sibiricum ingår i släktet blågullssläktet, och familjen blågullsväxter. Inga underarter finns listade i Catalogue of Life.